# Edwin Hernández
Edwin William Hernández Herrera (Pachuca, Hidalgo, México, 10 de julio de 1986), conocido como El Aris es un Exfutbolista profesional mexicano. Su posición era lateral izquierdo. Su último equipo fue chapulineros de Oaxaca de la liga balompié.

## Trayectoria

### Inicios y Club de Fútbol Pachuca
Edwin Hernández ingresó a las fuerzas básicas del Pachuca en el año de 1998, donde jugó en las categorías inferiores Sub-15, Sub-17 y Sub-20, pero no logró debutar con el primer equipo.
Tras destacar con el equipo Sub-17, para el Clausura 2005 fue enviado al Pachuca Juniors, donde tuvo excelentes actuaciones.

### Indios de Ciudad Juárez
Al sobresalir con Pachuca Juniors, en junio de 2005 se oficializó su traspaso al Club de Fútbol Indios en calidad de Préstamo sin opción a compra.
Debuta como profesional el 27 de septiembre de 2005, en la derrota ante el Club Puebla 1-2.
Destacó de nueva cuenta, al llegar a la final del Ascenso, donde se volvió campeón con el equipo y permitir el ascenso a Primera División a los Indios.
Debuta en la Primera División el 26 de julio de 2008 antes los Tecos Fútbol Club.

### San Luis Fútbol Club
Tras su baja de nivel con los Indios, se oficializó su traspaso al San Luis Fútbol Club en calidad de préstamo por 6 meses siendo el primer refuerzo de cara al Bicentenario 2010.

### Indios de Ciudad Juárez (Segunda Etapa)
San Luis al no renovar el préstamo y por falta minutos de juego, se oficializa su regreso con los Indios en su segunda etapa con el equipo para el Apertura 2010, jugando en el Ascenso MX.

### Club León
Tras la desaparición de los Indios, Grupo Pachuca adquiere al Club León, y el jugador es mandado para el Apertura 2011. Jugó los 23 partidos, incluyendo la final, donde resultó campeón de Ascenso, así como posteriormente también fue bicampeón en el Apertura 2013 y Clausura 2014.

### Club Deportivo Guadalajara
El 10 de junio de 2015, se oficializa su fichaje a Chivas en calidad de préstamo por un año con opción a compra.
El 17 de mayo de 2016 las Chivas hace válida la compra de sus derechos federativos.
El 18 de diciembre de 2018, se oficializa que el Aris Hernández no entraba en planes de Chivas.

### Club de Fútbol Pachuca
El 28 de diciembre de 2018, se oficializa su regreso al Pachuca en compra definitiva, convirtiéndose en el séptimo y último refuerzo de cara al Clausura 2019.

### Chapulineros de Oaxaca
Campeón en el torneo Balompié Mexicano en la primera edición del Torneo

## Selección nacional

### Selección absoluta
| Club               | País   | PJ | Goles | Periodo         |
| ------------------ | ------ | -- | ----- | --------------- |
| Selección Mexicana | México | 2  | 0     | 2013 - Presente |

Un mes antes de salir campeón por primera vez con el León, el técnico de la Selección Mexicana Miguel Herrera convocó a Edwin para los dos partidos de repechaje contra Nueva Zelanda.
Debutó con la Selección el 13 de noviembre de 2013 ante Nueva Zelanda, contra quién jugó los dos encuentros: el de ida en la Ciudad de México y el de vuelta en Auckland.

## Palmarés

### Campeonatos nacionales
| Título             | Club         | País           | Año     |
| ------------------ | ------------ | -------------- | ------- |
| Ascenso MX         | Indios       | México         | 2007    |
| Ascenso MX         | León         | México         | 2012    |
| Campeón de Ascenso | León         | México         | 2012    |
| Liga MX            | León         | México         | 2013    |
| Liga MX            | León         | México         | 2014    |
| Copa MX            | Guadalajara  | México         | 2015    |
| Supercopa MX       | Guadalajara  | Estados Unidos | 2016    |
| Copa MX            | Guadalajara  | México         | 2017    |
| Liga MX            | Guadalajara  | México         | 2017    |
| Liga Balompié      | Chapulineros | México         | 2020-21 |

#### Campeonatos internacionales
| Título                        | Club        | País   | Año  |
| ----------------------------- | ----------- | ------ | ---- |
| Liga Campeones de la Concacaf | Guadalajara | México | 2018 |